# Воздвиженский сельсовет (Башкортостан)
Воздвиженский сельсовет — муниципальное образование в муниципальном районе Альшеевский район Республики Башкортостан России.
Согласно «Закону о границах, статусе и административных центрах муниципальных образований в Республике Башкортостан» имеет статус сельского поселения.

## Население
| 2002 | 2009  | 2010 | 2012 | 2013 | 2014 | 2015 |
| ---- | ----- | ---- | ---- | ---- | ---- | ---- |
| 1044 | ↘1005 | ↘823 | ↘676 | ↘639 | ↘613 | ↘604 |
| 2016 | 2017  | 2018 | 2019 | 2020 |      |      |
| ↘584 | ↘566  | ↘549 | ↘533 | ↘505 |      |      |

## Состав сельского поселения
| № | Населённый пункт            | Тип населённого пункта       | Население |
| - | --------------------------- | ---------------------------- | --------- |
| 1 | Воздвиженка                 | село, административный центр | ↘362      |
| 2 | Село санатория имени Чехова | село                         | ↘168      |
| 3 | Бугульминка                 | деревня                      | ↘131      |
| 4 | Челноковка                  | деревня                      | ↘67       |
| 5 | Степановка                  | деревня                      | ↘34       |
| 6 | Осоргино                    | деревня                      | ↘33       |
| 7 | Самодуровка                 | деревня                      | ↗18       |
| 8 | Нововоздвиженка             | деревня                      | ↘9        |
| 9 | Клиновка                    | деревня                      | ↘1        |

### Упразднённые населённые пункты
посёлок (ранее — деревня) Орловка